# Mount Rainier
Mount Rainier is een stratovulkaan in Pierce County (Washington), ongeveer 87 km ten zuidoosten van Seattle, Washington, in de Verenigde Staten. De vulkaan is met 4392 meter de hoogste bergtop in de Cascade Range. De berg en het omliggende gebied behoren tot het Mount Rainier National Park.

## Karakteristieken
Met 26 grote gletsjers is Mount Rainier de berg met de meeste gletsjers in de 48 aaneengesloten staten op het vasteland van Noord-Amerika. 91 km² van het gebied is voortdurend bedekt met sneeuw en ijs. Verder zijn er twee vulkanische kraters, met elk een diameter van 300 meter. Geothermische hitte uit de vulkaan houdt de kraters vrij van sneeuw en ijs, en heeft een extensief netwerk van gletsjergrotten gevormd. Een klein kratermeer, het hoogste van Noord-Amerika, bevindt zich in het diepste punt van de westelijke krater. Dit meer is alleen via de grotten te bereiken.
Mount Rainier stond oorspronkelijk bekend als Talol of Tahoma, van het Puyallup woord təqʷúʔbəʔ ("moeder der wateren"). Hij heeft een topografische prominentie van 4026 meter, groter dan de K2. Mount Rainier is een prominent kenmerk in het landschap ten zuiden van Seattle. Inwoners van het gebied refereren ook wel aan Mount Rainier als simpelweg "The Mountain" (de berg).
De Carbon, Puyallup, Nisqually, en Cowlitz rivieren beginnen allemaal bij gletsjers op Mount Rainier. De bronnen van de Witte rivier zijn de Winthrop, Emmons, en Fryingpan Gletsjers.
Mount Rainier is een van de zestien Decade Volcanoes die zijn aangewezen door de IAVCEI in verband met zijn geschiedenis van grote uitbarstingen en de nabijgelegen bewoonde gebieden.

## Geologische geschiedenis
Mount Rainiers oudste lava is meer dan 840.000 jaar oud en onderdeel van de Lily Formatie (2,9 miljoen tot 840.000 jaar geleden). De oudste lava’s vormden een "proto-Rainier" of een voorloper van de huidige bergpiek. De huidige piek is meer dan 500.000 jaar oud. De vulkaan is zwaar door erosie aangetast, en lijkt vooral te zijn gemaakt van andesiet. Vermoedelijk was de berg ooit veel hoger dan hij nu is.
In het verleden had Rainier vaak grote puinlawines, en produceerde enorme lahars die zelfs de Puget Sound bereikten. 5000 jaar geleden vond een grote lawine plaats, waarbij zelfs een deel van de berg instortte. Hierna bouwden uitbarstingen van lava en tefra de moderne kegel.
De meest recente gedocumenteerde uitbarsting vond plaats tussen 1820 en 1854, maar veel ooggetuigen beweren ook vulkanische activiteit te hebben gezien in 1858, 1870, 1879, 1882 en 1894.
Lahars van Rainier zijn het grootste gevaar, aangezien veel gemeenschappen nu op plaatsen liggen waar in het verleden lahars zijn geweest. Volgens Geoff Clayton, een geoloog met RH2, zou een grote modderstroom Enumclaw, Kent, Auburn, en het merendeel van Renton kunnen verwoesten.

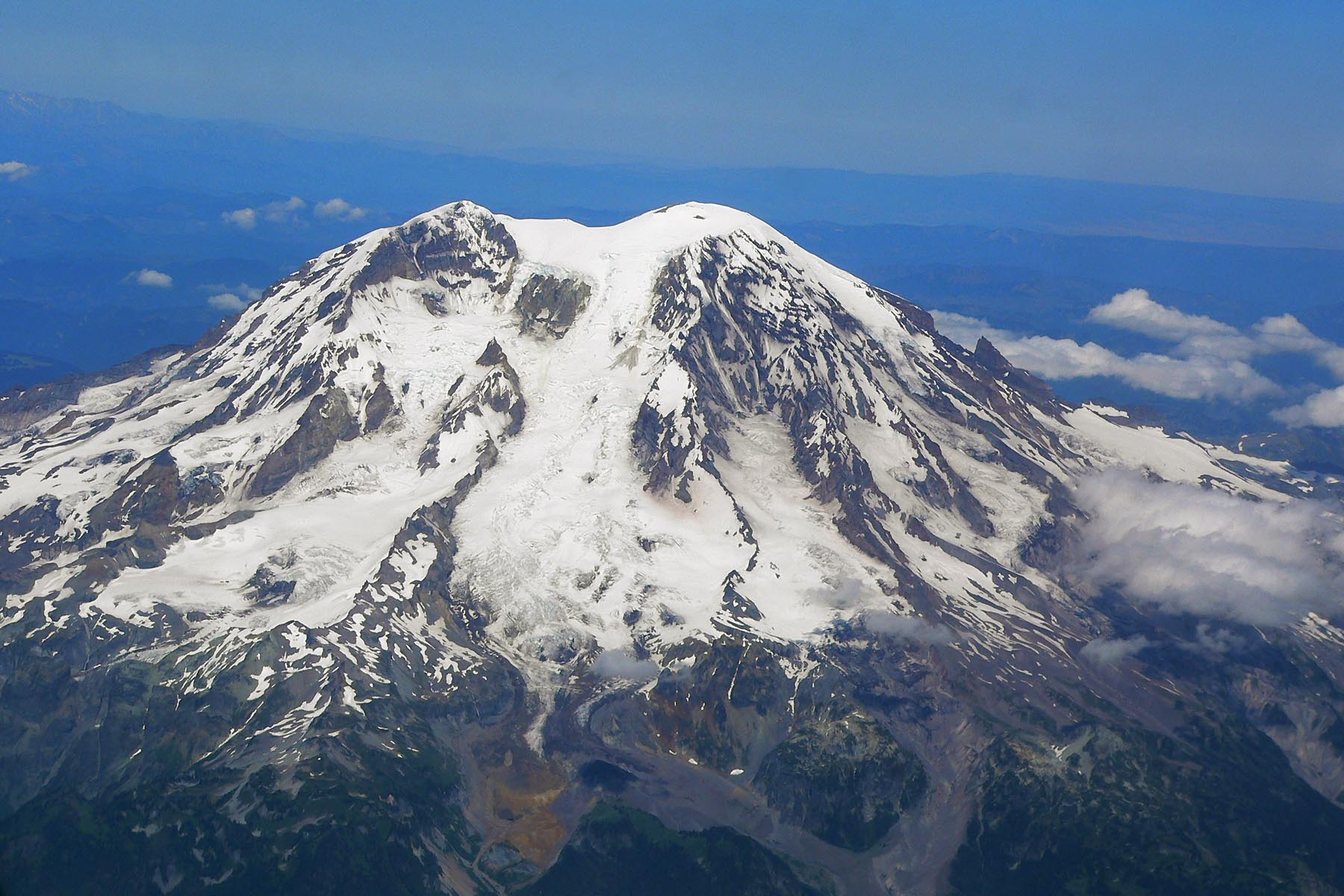
De besneeuwde Mount Rainier

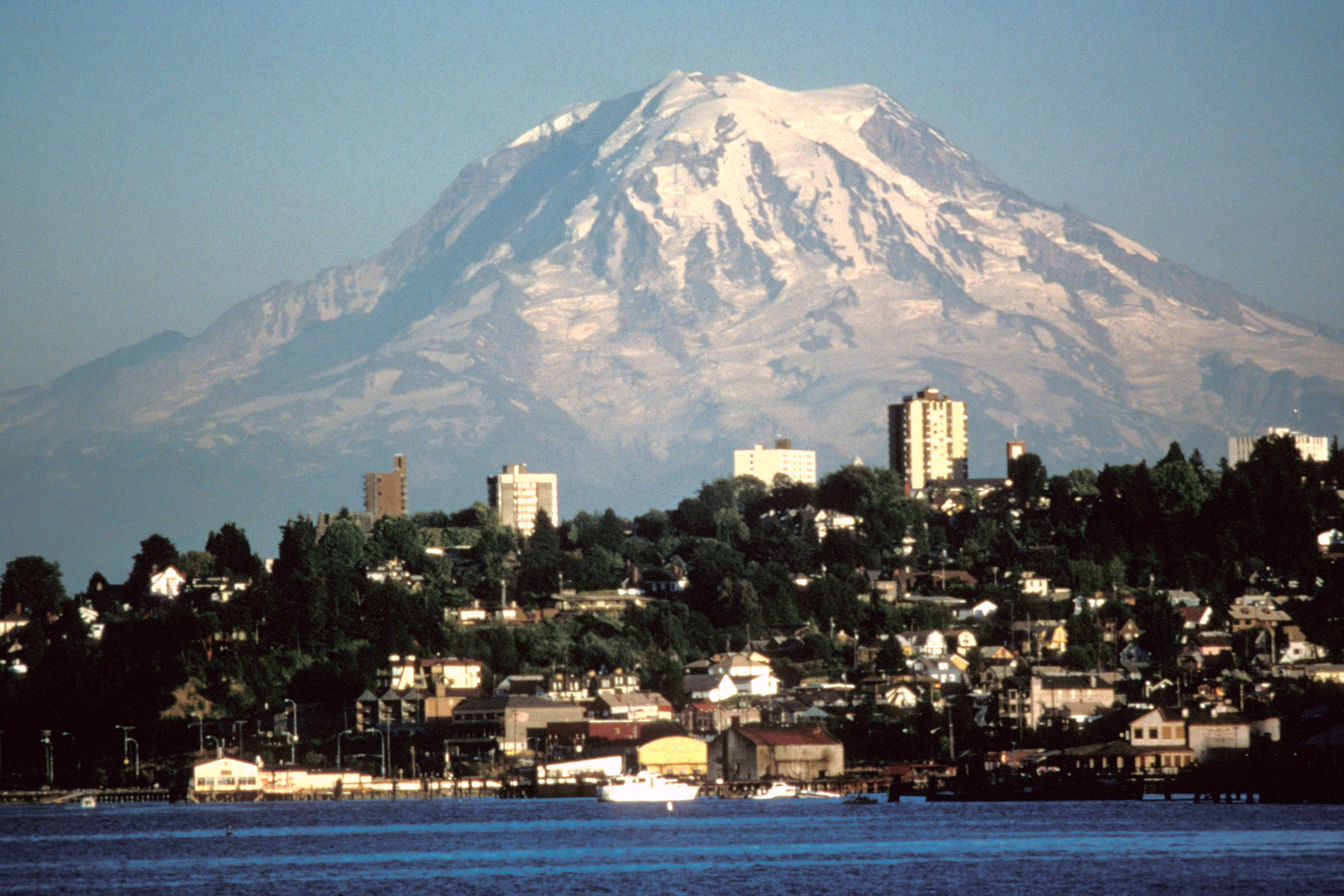
Noordwestelijke kant van Mount Rainier, gezien vanuit Tacoma

## Geschiedenis
Mount Rainier was het eerst bekend bij de indianen onder namen als Talol, Tahoma, of Tacoma. Toen de Europeanen kwamen, werden de rivieren, valleien en andere gebieden bij de berg bewoond door veel stammen zoals de Nisqually, Cowlitz, Yakama, Puyallup, en Muckleshoot.
George Vancouver bereikte de Puget Sound in 1792 en was de eerste Europeaan die de berg aanschouwde. Hij vernoemde de berg naar zijn vriend, Peter Rainier.
In 1833 onderzocht dr. William Fraser Tolmie het gebied op zoek naar planten die hij voor medische doeleinden kon gebruiken. Hij werd gevolgd door een groep ontdekkingsreizigers die een uitdaging zochten. Hazard Stevens en P.B. Van Trump ontvingen een heldenonthaal in de straten van Olympia na hun succesvolle beklimming van de berg in 1870. John Muir beklom Mount Rainier in 1888. Hij was een van de velen die de berg wilde beschermen. In 1893 werd het gebied onderdeel van de Pacific Forest Reserve.
Op 2 maart 1899 liet president William McKinley het Mount Rainier National Park oprichten. In 1998 stelde de United States Geological Survey het Mount Rainier Volcano Lahar Warning System op om inwoners van het gebied te waarschuwen bij gevaar.

## Pieken
De top van Mount Rainier bestaat uit drie pieken. De hoogste is Columbia Crest. De op een na hoogste is Point Success (4315 m). De laagste is Liberty Cap (4301 m). Deze piek kijkt uit over Liberty Ridge.
Hoog op de oostelijke flank van de berg bevindt zich een piek genaamd Little Tahoma (3395 m), een restant van de oude, veel hogere Mount Rainier.

## Klimmen en recreatie
Bergbeklimmen op Mount Rainier is moeilijk. De klim gaat o.a. over een van de grootste gletsjers van de Verenigde Staten ten zuiden van Alaska. De meeste klimmers doen er twee à drie dagen over om de top te bereiken. Klimteams vereisen ervaring in het beklimmen van gletsjers en reizen door de wildernis. Toch proberen jaarlijks 8000 tot 13 000 mensen de klim te maken.
Hiking, fotografie, en kamperen zijn populaire recreatieactiviteiten in het park. Er zijn verschillende hike-routes zoals Wonderland Trail, een 150 kilometer lange route. Mount Rainier is ook populair voor wintersport.

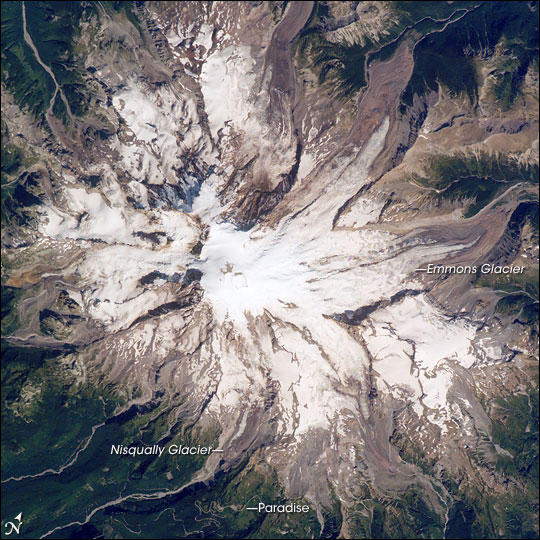
Mount Rainier vanuit de ruimte

## Washington state quarter
De United States Mint heeft op 11 april 2007 een munt van 25 cent uitgegeven in de serie State Quarters voor de staat Washington met een afbeelding van Mount Rainier.